# Salles-Curan
Salles-Curan (okzitanisch Las Salas) ist ein Ort und eine südfranzösische Gemeinde mit 1.030 Einwohnern (Stand 1. Januar 2022) im Département Aveyron in der Region Okzitanien. Die Gemeinde besteht aus dem Hauptort und vier Weilern Bouloc, Canabières, Saint-Martin-de-Faux und Larguiès.

## Lage
Der Ort Salles-Curan liegt auf einer ca. 855 m hohen Anhöhe auf dem Plateau von Lévézou, einem Teil der historischen Provinz Rouergue und des Zentralmassivs. Die Stadt Millau ist ca. 36 km (Fahrtstrecke) in südöstlicher Richtung entfernt; die Stadt Rodez liegt ca. 38 km nordwestlich. Der Stausee Lac de Pareloup ist nur etwa 3 km entfernt.

## Bevölkerungsentwicklung
| Jahr      | 1800 | 1851 | 1901 | 1954 | 1999 | 2013 |
| Einwohner | 1164 | 2768 | 2503 | 1692 | 1088 | 1064 |

Der Bevölkerungsrückgang im 20. Jahrhundert ist im Wesentlichen auf den Verlust an Arbeitsplätzen infolge der Mechanisierung der Landwirtschaft zurückzuführen.

## Wirtschaft
Der Ort Salles-Curan diente lange Zeit den ausschließlich landwirtschaftlich orientierten Weilern (hameaux) und Einzelgehöften in der Umgebung als Handwerks-, Handels- und Dienstleistungszentrum. Seit der Mitte des 20. Jahrhunderts spielt auch der Tourismus in Form der Vermietung von Ferienwohnungen (gîtes) eine nicht unbedeutende Rolle für das Wirtschaftsleben des Ortes. In der Umgebung wurde im Jahr 2008 ein Windpark (parc éolien) installiert.

## Geschichte
Salles-Curan war wohl schon in karolingischer Zeit von Bedeutung. Im Mittelalter gehörte er zunächst den Grafen und ab 1237 den Bischöfen von Rodez, die den Ort zeitweise als Sommerresidenz nutzten. Gegen Ende des Hundertjährigen Krieges (1337–1453) wurde die Burg erneuert und der Ort selbst mit einer Stadtmauer (remparts) umgeben; auch die Kirche wurde neugebaut und in Teilen als Kollegiatkirche genutzt.

## Sehenswürdigkeiten

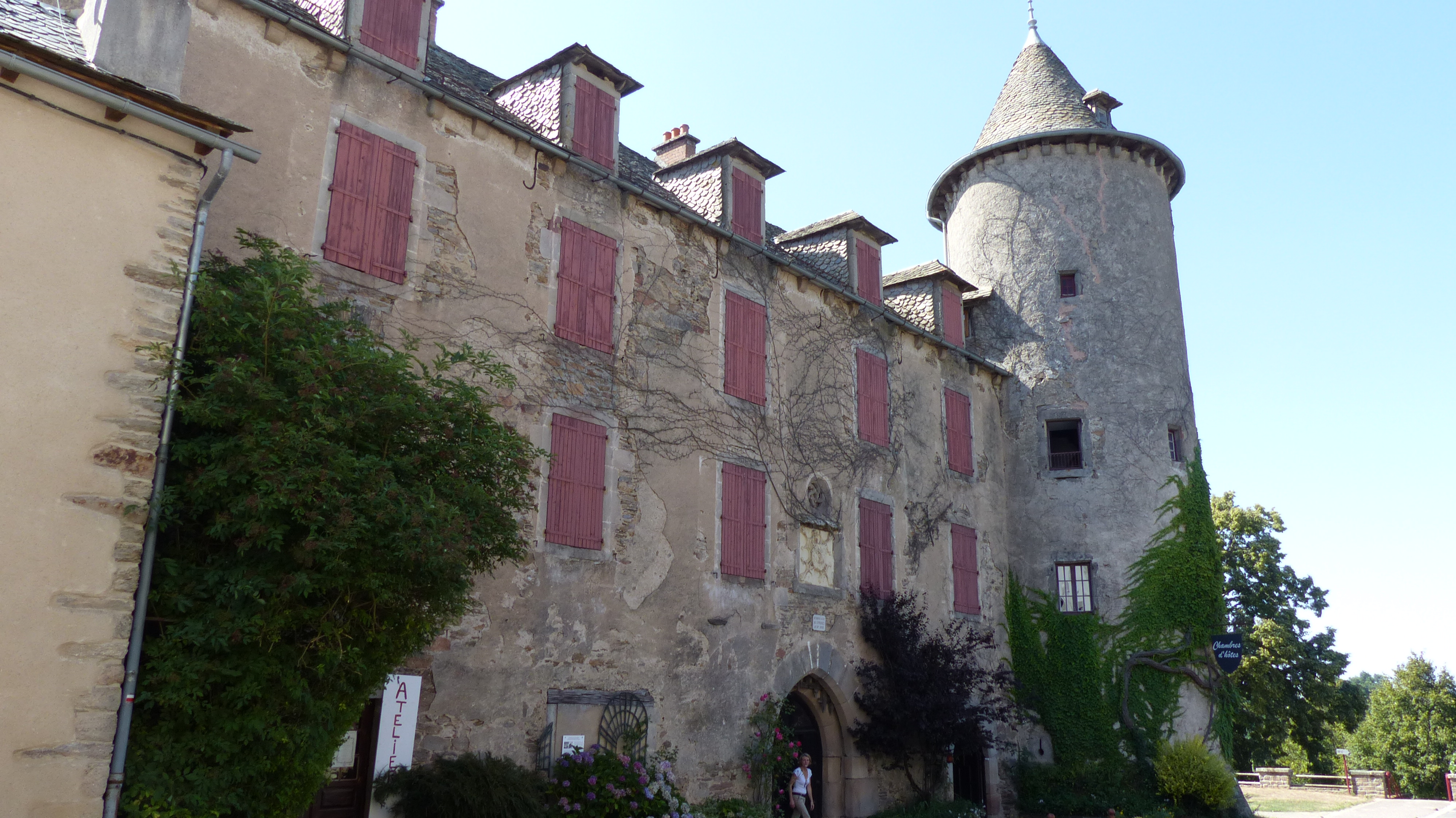
Château

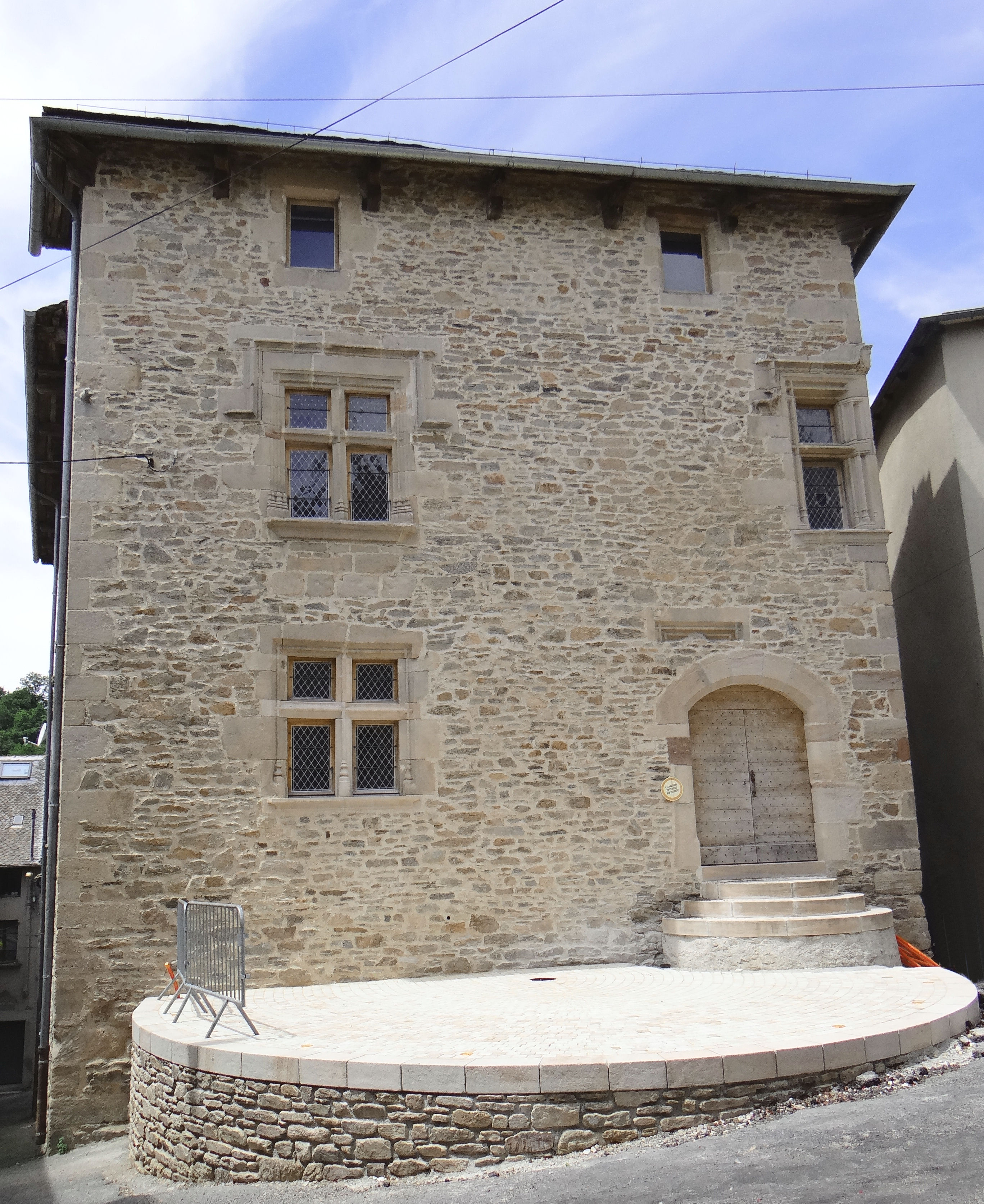
Grenier des Évêques

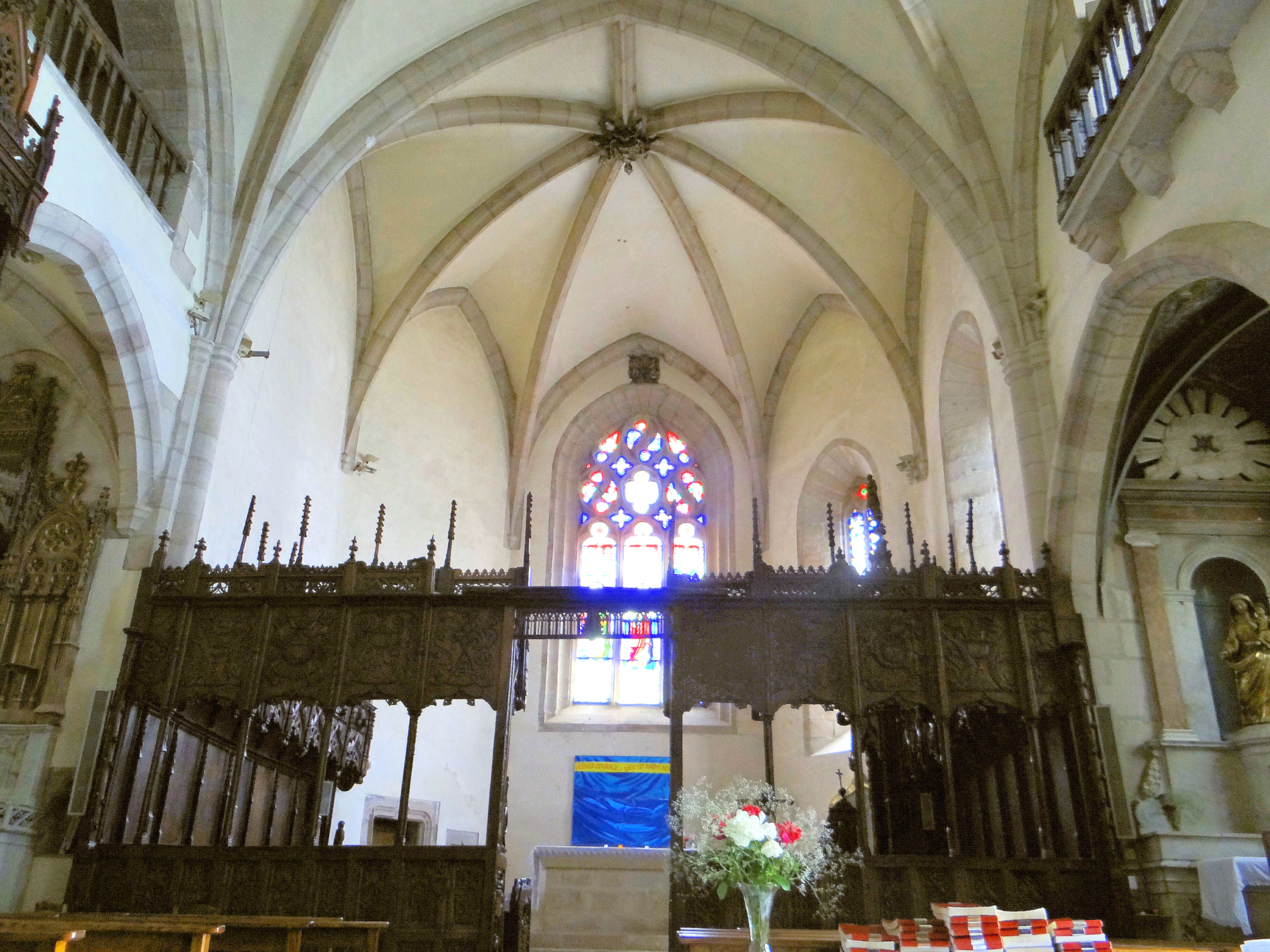
Kircheninneres

- Das Château de Salles-Curan wurde in den Jahren 1441 bis 1447 von den Bischöfen von Rodez erbaut. Markanteter Bauteil der geschlossenen Hofanlage ist der auf kreisrundem Grundriss erbaute Treppenturm. Es befindet sich in Privatbesitz und wird in Teilen an Gäste vermietet. Das Bauwerk wurde bereits im Jahr 1928 als Monument historique anerkannt.[1]
- Ein als „Kornspeicher der Bischöfe“ (Grenier des Évêques) bezeichnetes und ebenfalls aus dem 15. Jahrhundert stammendes Gebäude inmitten des Ortes zeigt mehrere Kreuzstockfenster, davon eines in einer Ecke. Das Bauwerk wurde ebenfalls im Jahr 1928 als Monument historique eingestuft.[2]
- Die ehemalige Kollegiatkirche und heutige Pfarrkirche Saint-Géraud ist ein spätgotischer Bau des 15. Jahrhunderts. Das Kirchenschiff wird von Seitenkapellen mit Sterngewölben begleitet; im Chorbereich mit seinen originalen Glasfenstern (vitraux) steht noch das reichbeschnitzte spätgotische Chorgestühl (stalles). Die Kirche ist seit dem Jahr 1927 als Monument historique anerkannt.[3]

Larguiès
- Etwa einen Kilometer nordöstlich von Salles-Curan (44° 11′ 37″ N, 2° 48′ 2″ O) steht der auf drei Seiten geschlossene Baukomplex des Château de Larguiès. Der in Teilen dreigeschossige Bau stammt aus der Zeit um 1700; das Innere wurde Ende des 19. Jahrhunderts komplett umgestaltet. Der Hauptwohntrakt (corps de logis) verfügt über seitliche Treppentürme, die an mittelalterliche Bauweisen erinnern. Der Baukomplex ist seit dem Jahr 1981 als Monument historique anerkannt.[4]

Bouloc
- Ende des 12. Jahrhunderts gründete der Johanniterorden, der in der Umgebung über umfangreiche Ländereien verfügte, hier ein kleines (Pilger-)Hospiz, von dem noch das Schiff der Kapelle existiert. Der Chor des kleinen Gotteshauses wurde im 15. Jahrhundert in gotischem Stil erneuert.

Canabières
- Um das Jahr 1120 gründeten die Johanniter hier ebenfalls ein (Pilger-)Hospital. Die Kirche des ehemals selbständigen Ortes wurde im 15. Jahrhundert neugestaltet. Im Eingangsbereich der Kirche befindet sich ein Weihwasserbecken, das aus einem Kapitell herausgearbeitet wurde; die Reste eines doppelseitig bearbeiteten steinernen Friedhofskreuzes sind heute im Chor der Kirche aufgestellt.